# Music's Takin' Over
Music's Takin' Over è un brano scritto da Victor Carstarphen, Gene McFadden e John Whitehead ed interpretato per la prima volta dal gruppo musicale statunitense The Jacksons nel 1977 nell'album Goin' Places. La canzone fu estratta come terzo singolo nel 1977.

## Tracce
1. Music's Takin' Over – 4:26
2. Man of War – 3:13 (Kenneth Gamble, Leon Huff)